# Фармингтон (Арканзас)
Фа́рмингтон (англ. Farmington) — город в округе Вашингтон (штат Арканзас, США) с населением в 3605 человек по статистическим данным переписи 2000 года.

## География
По данным Бюро переписи населения США, Фармингтон имеет общую площадь в 12,43 км², водных ресурсов в черте населённого пункта не имеется. Город расположен на высоте 362 метра над уровнем моря.

## Демография
По данным переписи населения 2000 года, в Фармингтоне проживало 3605 человек, 1013 семей, насчитывалось 1337 домашних хозяйств и 1390 жилых домов. Средняя плотность населения составляла около 291 человек на один квадратный километр. Расовый состав Фармингтона по данным переписи распределился следующим образом: 94,01 % белых, 0,64 % — чёрных или афроамериканцев, 1,75 % — коренных американцев, 0,25 % — азиатов, 2,41 % — представителей смешанных рас, 0,94 % — других народностей. Испаноговорящие составили 2,19 % от всех жителей города.
Из 1337 домашних хозяйств в 43,6 % — воспитывали детей в возрасте до 18 лет, 58,8 % представляли собой совместно проживающие супружеские пары, в 14,1 % семей женщины проживали без мужей, 24,2 % не имели семей. 19,1 % от общего числа семей на момент переписи жили самостоятельно, при этом 7,4 % составили одинокие пожилые люди в возрасте 65 лет и старше. Средний размер домашнего хозяйства составил 2,70 человек, а средний размер семьи — 3,09 человек.
Население города по возрастному диапазону по данным переписи 2000 года распределилось следующим образом: 30,7 % — жители младше 18 лет, 10,3 % — между 18 и 24 годами, 34,5 % — от 25 до 44 лет, 16,1 % — от 45 до 64 лет и 8,4 % — в возрасте 65 лет и старше. Средний возраст жителей составил 30 лет. На каждые 100 женщин в Фармингтоне приходилось 93,8 мужчин, при этом на каждые сто женщин 18 лет и старше приходилось 85,3 мужчин также старше 18 лет.
Средний доход на одно домашнее хозяйство в городе составил 38 969 долларов США, а средний доход на одну семью — 43 472 доллара. При этом мужчины имели средний доход в 30 317 долларов США в год против 21 250 долларов среднегодового дохода у женщин. Доход на душу населения в городе составил 15 387 долларов в год. 5,2 % от всего числа семей в городе и 7,5 % от всей численности населения находилось на момент переписи населения за чертой бедности, при этом 7,3 % из них были моложе 18 лет и 12,1 % — в возрасте 65 лет и старше.